# 설단
설단(舌端) 또는 혓날이란 설첨의 바로 뒷 부분을 의미한다.